# Mariano Peñalver Simó
Mariano Peñalver Simó fue profesor de Filosofía en la Universidad de Sevilla (1969-1980), catedrático en la de Alicante (1980-82), Oviedo (1982-83) y en la de Cádiz desde 1983 hasta su jubilación y posterior nombramiento como Profesor Emérito. Rector de la Universidad gaditana entre 1984 y 1986, recibió en junio de 1999 la Medalla de Oro al Mérito a la Educación, concedida por la Junta de Andalucía; y en abril de 2000, la Medalla de Oro de la Universidad de Cádiz.

## Biografía
Mariano Peñalver nació en Sevilla en 1930. Licenciado y doctor en Derecho por la Universidad de Sevilla, recaló en 1983 en la Universidad de Cádiz, donde ejerció como catedrático de Filosofía hasta 2001. Rector de la UCA desde 1984, accedió al cargo cuando el antiguo Colegio Universitario se transformaba en Universidad. 

## Obras
- La lingüística estructural y las ciencias del hombre.
- La búsqueda del sentido en el pensamiento de Paul Ricoeur. Teoría y práctica de la comprensión filosófica de un discurso.
- Ni impaciente ni absoluto o cómo disentir de lo único. Sevilla, Fundación José Manuel Lara, 2004.
- Otra voz, otras razones: estudios ofrecidos al profesor Dr. Mariano Peñalver Simó con motivo de su jubilación académica. Volumen coordinado por Francisco Vázquez García; Mariano Peñalver Simó. Universidad de Cádiz, Servicio de Publicaciones, 2001. ISBN 84-7786-701-1.

## Reconocimientos
- Medalla de Oro al Mérito Educativo de la Junta de Andalucía (1999)
- Medalla de Oro de la Universidad de Cádiz (2000)
- Premio Manuel Alvar de Estudios Humanísticos (2004)